# Rebekah Keat
Rebekah Keat, née le 20 février 1978 à Albury en Australie, est une triathlète professionnelle australienne, multiple vainqueur sur triathlon Ironman et Ironman 70.3

## Biographie

### Jeunesse
Rebekah Keat naît en 1978 avec sa jumelle Simone. Elle commence par les sports collectifs (soccers et basketball), mais réalisant qu'elle n'est pas une joueuse d'équipe, elle commença par participer à des aquathlons, jusqu'au jour où son instituteur lui fit découvrir les courses de vélo. À 19 ans, elle est championne du monde de duathlon à Guernica en Espagne et un an plus tard, elle devient vice-championne du monde juniors de triathlon à Lausanne.

### Carrière en triathlon
Au Challenge Roth 2009, elle finit deuxième dans un temps de 8 h 39 min 24 s, qui était encore en 2014, le troisième meilleur temps féminin sur la distance Ironman. La même année, elle est vice-championne du monde longue distance à Perth en Australie. En 2010, elle remporte son deuxième Challenge France d'affilée à Niederbronn-les-Bains dans le Bas-Rhin. Deux ans plus tard, elle bat le record d'épreuve de trois compétitions Ironman 70.3 (Shepparton, Canberra et Austin) en les gagnant tous à la suite.

### Dopage et suspension
En 2004, Rebekah Keat remporte dès sa première participation en longue distance, l'Ironman Western Australia - mais a été disqualifiée après la course en raison de résultats positifs de dopage et suspendue pour deux ans. Des investigations ultérieures ont apporté la preuve que ces suppléments alimentaires étaient contaminés. Avec le triathlète Mike Vine et la cycliste Amber Neben, elle attaque le fabricant de complément alimentaire début 2008,.
Durant sa suspension alors qu'elle s'entraînait en vélo, elle a été emportée par une voiture occasionnant une rotule cassée et des dommages sur deux quadriceps, donnant aux médecins le pronostic qu'elle ne pourrait plus courir sur distance Ironman, mais Rebekah Keat ne voulait pas laisser cet accident l'arrêter.

### Vie privée
En 2014, elle se marie avec la triathlète américaine Siri Lindley, elles habitent à Boulder dans le Colorado.

## Palmarès
Le tableau présente les résultats les plus significatifs (podium) obtenus sur le circuit international de triathlon depuis 2007,.
| Année | Compétition                            | Pays       | Position           | Temps           |
| ----- | -------------------------------------- | ---------- | ------------------ | --------------- |
| 2015  | Challenge Shepparton                   | Australie  | Médaille d'or      | 4 h 13 min 47 s |
| 2013  | Ironman 70.3 Shepparton                | Australie  | Médaille d'or      | 4 h 13 min 4 s  |
| 2013  | Ironman 70.3 Canberra                  | Australie  | Médaille d'or      | 4 h 25 min 57 s |
| 2013  | Ironman 70.3 Austin                    | États-Unis | Médaille d'or      | 4 h 15 min 59 s |
| 2012  | Ironman 70.3 Shepparton                | Australie  | Médaille d'or      | 4 h 16 min 17 s |
| 2011  | Challenge Roth                         | Allemagne  | Médaille de bronze | 8 h 59 min 22 s |
| 2011  | Challenge Copenhague                   | Danemark   | Médaille d'or      | 8 h 52 min 42 s |
| 2011  | Challenge Caims                        | Australie  | Médaille d'or      | 8 h 26 min 31 s |
| 2010  | Ironman Louisville                     | États-Unis | Médaille d'or      | 9 h 33 min 15 s |
| 2010  | Challenge Copenhague                   | Danemark   | Médaille d'or      | 8 h 54 min 36 s |
| 2010  | Challenge France                       | France     | Médaille d'or      | 4 h 22 min 16 s |
| 2010  | Challenge Kraichgau                    | Allemagne  | Médaille d'or      | 4 h 17 min 22 s |
| 2010  | Challenge Roth                         | Allemagne  | Médaille d'argent  | 8 h 52 min 10 s |
| 2010  | Ironman 70.3 Shepparton                | Australie  | Médaille d'or      | 4 h 16 min 17 s |
| 2009  | Challenge France                       | France     | Médaille d'or      | 4 h 27 min 12 s |
| 2009  | Challenge Kraichgau                    | Allemagne  | Médaille d'or      | 4 h 32 min 58 s |
| 2009  | Challenge Roth                         | Allemagne  | Médaille d'argent  | 8 h 39 min 24 s |
| 2009  | Championnat du monde longue distance   | Australie  | Médaille d'argent  | 4 h 18 min 49 s |
| 2008  | Ironman 70.3 Singapore                 | Singapour  | Médaille d'or      | 4 h 25 min 43 s |
| 2008  | Busselton Half Ironman                 | Australie  | Médaille d'or      | Timing          |
| 2008  | Yeppoon Half Ironman                   | Australie  | Médaille d'or      | Timing          |
| 2007  | Ironman Australie                      | Australie  | Médaille d'or      | 9 h 12 min 59 s |
| 2007  | Championnats d'Océanie longue distance | Australie  | Médaille d'or      | 4 h 0 min 59 s  |
| 2007  | Ironman 70.3 Lake Stevens              | États-Unis | Médaille d'or      | Timing          |